# Teorema di Picard
Il Teorema di Picard in analisi complessa descrive il particolare comportamento di funzioni olomorfe nei pressi di singolarità essenziali. Il teorema è così chiamato in onore di Émile Picard.

## Premesse
Sia U un sottoinsieme aperto del piano complesso contenente il numero z0, e sia f una funzione olomorfa f definita in U − {z0}. Il numero complesso z0 prende il nome di singolarità essenziale per f se vale una delle seguenti equivalenti affermazioni:
- Esiste un numero infinito di termini negativi dello sviluppo in serie di Laurent di f in z0 .
- Il modulo {\displaystyle |f(z)|} non ha limite per {\displaystyle z} tendente a {\displaystyle z_{0}}

## Enunciato
Se una funzione complessa olomorfa f ha una singolarità essenziale in z0, e se V è un qualunque intorno di z0 contenuto nel campo di olomorfia U di f, allora f assume in V tutti i valori complessi, eccetto al più uno, un numero infinito di volte.